# Ernst Ferdinand Pape
Ernst Fredinand Pape, född 1680 i Breslau, Schlesien död 6 maj 1743 i Västerås församling, var domkyrkoorganist i Västerås församling 1708–1743. Var även far till borgmästaren Ernst Pape.

## Biografi
Ernst Fredinand Pape föddes 1680 i Breslau, Schlesien. Han var son till geheimerådets ledamot Johan Pape, som i sin tur var son till Tomas Pape. Pape flyttade 1706 från Polen tillsammans med riksrådet Arvid Horn till Stockholm Han arbetade då som valthornist och införde instrumentet valthorn för första gången i Sverige. Pape blev 1708 domkyrkoorganist i Västerås församling. Han avled 6 maj 1743 i Västerås församling.
Pape arbetade från 1726 som rector cantus, samt gästgivare.

### Familj
Pape gifte sig 1709 med Catharina Huldt (född 1670).

## Elever
- Organist Anders Berglund i Odensvi församling.[1]
- Organisten Samuel Engren (1715–1765) i Avesta församling.[2]